# Paranaguá
Paranaguá là một đô thị thuộc bang Paraná, Brasil. Đô thị này có diện tích 826,652 km², dân số năm 2007 là 138748 người, mật độ 161,6 người/km².